# Tour Keith Haring
La tour Keith Haring est le surnom donné à la fresque monumentale réalisée par le peintre Keith Haring en 1987, sur la tour de l'escalier de secours de la clinique chirurgicale dans la cour de l'hôpital Necker-Enfants malades à Paris en France. 

## Présentation
C'est sur proposition de Keith Haring lui-même que le projet se concrétise en avril 1987 : il souhaitait créer une œuvre à Paris et l'hôpital Necker a accepté sa proposition de fresque. L'artiste la réalise en avril 1987 sans être rétribué pour cela.
La fresque mesure 27 mètres sur 13 mètres. Elle représente le personnage emblématique de l'artiste — L'homme levant les bras en l'air — la symbolique étant la transmission de la joie et de l'espoir aux enfants malades séjournant à l'hôpital. Les couleurs principales sont le rouge, le jaune, le bleu et le vert.
En 2016, une vente aux enchères permet de récolter les fonds nécessaires à la restauration de la fresque qui intervient en 2017.

## Évocation
- Un timbre à 2,65 euros de La Poste reprend le visuel de la fresque[4],[5].